# La Madona y el Niño (Ghirlandaio)
La Madona y el Niño es una obra de Davide Ghirlandaio pintada, con la técnica Temple y oro sobre tabla y con un marco de madera tallada y esgrafiada, con policromía y aplicación de hoja de oro, probablemente en 1490 y que se conserva en el Museo Soumaya de la Ciudad de México.

## Descripción
La obra fue realizada a partir de la obra homónima de su hermano Domenico que se encuentra en la Galería Nacional de Londres, Reino Unido, con el número de inventario 3937. Nos muestra a la Virgen vestida en azul y rojo, sosteniendo al Niño apoyado a su vez en un cojín de terciopelo. En la versión de Domenico, un árbol se eleva a la izquierda de la composición en el punto donde termina el sinuoso camino que corre detrás de la Virgen.